# (15231) Ehdita
(15231) Ehdita est un astéroïde de la ceinture principale externe.

## Description
(15231) Ehdita est un astéroïde de la ceinture principale externe. Il fut découvert par Lioudmila Jouravliova le 4 septembre 1987 à l'observatoire d'astrophysique de Crimée. Il présente une orbite caractérisée par un demi-grand axe de 3,94 UA, une excentricité de 0,29 et une inclinaison de 6,81° par rapport à l'écliptique.
Il fut nommé en hommage à la chanteuse russe Edita Piekha, née française en 1937 sous le nom d'Édith-Marie Pierha.

## Compléments